# Deidameia
Deidamia (en grec ancien Δηιδάμεια / Deidameia), morte en 300 av. J.-C., est une princesse d'Épire. Elle est la sœur de Pyrrhus Ier et l'épouse de Démétrios Poliorcète.

## Biographie
Deidameia est la fille de Phtia et d'Éacide, roi d'Épire, et donc la sœur de Pyrrhus. Enfant, elle est fiancée à Alexandre IV, le fils d'Alexandre le Grand. Quand Alexandre IV s'enfuit en Macédoine avec sa tutrice Olympias, Deidameia l'accompagne et se retrouve assiégée à ses côtés à Pydna en 316 av. J.-C.. Elle ne l'épousera cependant jamais, car celui-ci est assassiné à l'âge de 13 ans en 310, tout comme sa mère.
Elle épouse ensuite Démétrios Ier Poliorcète, cette union représentant pour ce dernier l'occasion de renforcer ses liens avec Pyrrhus alors qu'il tente d'établir son autorité en Grèce. De ce mariage, Deidameia a eu un fils, du nom d'Alexandre, dont Plutarque dit qu'il aurait vécu en Égypte, probablement en captivité. Elle demeure à Athènes lorsque Démétrios se rend en Asie afin de soutenir son père Antigone le Borgne contre les autres Diadoques, Ptolémée, Séleucos, Cassandre et Lysimaque. Après la défaite de son époux à la bataille d'Ipsos en 301, les Athéniens lui retirent leur soutien et Deidameia est exilée à Mégare. Peu après, elle rejoint Démétrios en Cilicie, où ce dernier vient d'offrir la main de sa fille Stratonice à Séleucos. Rapidement après son arrivée, elle tombe malade et meurt en 300,.

## Sources antiques
- Diodore de Sicile, Bibliothèque historique [détail des éditions] [lire en ligne], XXI.
- Plutarque, Vies parallèles [détail des éditions] [lire en ligne], Pyrrhus, (lire en ligne sur Wikisource), Vie de Démétrios.
- Justin, Abrégé des Histoires philippiques de Trogue Pompée [détail des éditions] [lire en ligne], XIV.